# Erebonectes nesioticus
Erebonectes nesioticus é uma espécie de crustáceo da família Epacteriscidae.
É endémica das Bermudas.